# Casa Josep Iglésias
Casa Josep Iglésias és una obra del municipi de la Garriga (Vallès Oriental) inclosa en l'Inventari del Patrimoni Arquitectònic de Catalunya.

## Descripció
Edifici civil com a habitatge familiar aïllat. Consta de planta baixa i pis. Es tracta d'un petit edifici amb volumetria i formes racionalistes juxtaposades amb elements clàssics. Arcs de mig punt en el porxo i a la galeria de la planta pis. Cal destacar en els acabats interiors motius coherents al llenguatge racionalista. La coberta és a dues vessants.